# Herbert Plügge
Herbert Plügge (* 14. September 1906 in Leipzig; † 16. August 1972) war ein deutscher Mediziner und Hochschullehrer.

## Leben und Werk
Herbert Plügge studierte Medizin und promovierte 1932 an der Universität Leipzig zum Dr. med. und habilitierte sich an der Universität Gießen 1938 bei Helmuth Reinwein. Er war zunächst als Dozent in Gießen tätig und wurde 1944 als Professor an die Universität Heidelberg berufen, wo er auch zum Direktor des dortigen Universitätsklinikums ernannt wurde.

## Schriften (Auswahl)
- Über die Polarisationskapazität ("Permeabilität") der Froschniere. Leipzig 1932.
- Über Head'sche Zonen. Klinische und sinnesphysiol. Untersuchungen. In:  Deutsche Zeitschrift Für Nervenheilkunde, 147(1–2), 1938, 78–117. (Zugl.: Gießen, Med. Hab.-Schr., 1938)
- Wohlbefinden und Missbefinden. Tübingen 1962.
- Der Mensch und sein Leib - Tübingen 1967.
- Vom Spielraum des Leibes. Salzburg 1970.